# Antoine Armand

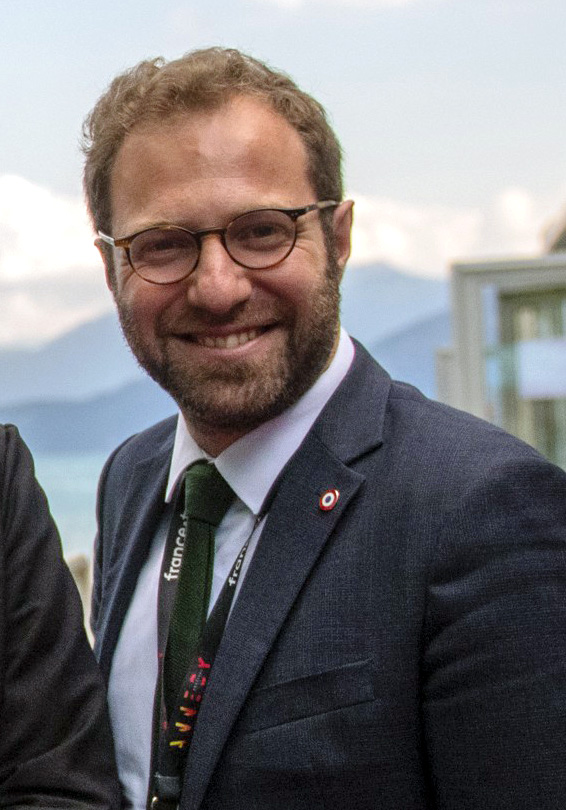
Antoine Armand, 2023

Antoine Armand (* 10. September 1991 in Paris, Frankreich) ist ein französischer Politiker (Renaissance). Er ist seit Anfang 2025 Abgeordneter in der Nationalversammlung, der er zuvor bereits von 2022 bis 2024 angehörte. Von September bis Dezember 2024 war er Minister für Wirtschaft, Finanzen und Industrie im Kabinett Barnier.

## Leben
Antoine Armand ist der Urenkel von Louis Armand (1905–1971), ein Kämpfer der Résistance und ehemaliger Vorsitzender der staatlichen französischen Eisenbahngesellschaft SNCF.
Er bestand 2011 die Aufnahmeprüfung der École normale supérieure de Paris, deren geisteswissenschaftlichem Zweig er bis 2015 angehörte. In dieser Zeit erwarb er 2012 eine Licence (entspricht einem Bachelor-Abschluss) an der Universität Paris IV (Paris-Sorbonne) und absolvierte anschließend ein zweijähriges Masterstudium der Wirtschaftswissenschaften an der Paris School of Economics, das er 2014 mit einer Arbeit über den deutschen Ordoliberalismus abschloss. Einen Forschungsmaster in Geschichte der internationalen Beziehungen an der Université Paris-Sorbonne beendete Armand im Jahr 2015 mit einer Abschlussarbeit über die deutsche Verantwortung für den Völkermord an den Armeniern. Während eines Praktikums an der französischen Botschaft in Berlin (2014–15) schrieb er Reden für den Botschafter. Von 2017 bis 2018 absolvierte er das zweijährige Aufbaustudium der Verwaltungs-Elitehochschule École nationale d’administration (ENA). Nach seinem Abschluss wurde Armand 2019 Beamter im höheren Dienst bei der Generalinspektion für Finanzen (IGF).
Politisch engagiert sich Armand seit 2017 für Emmanuel Macron und dessen liberale Mitte-Partei La République en Marche (LREM). Er wurde 2021 Parteireferent im Département Haute-Savoie. Bei der Wahl zum Départementrat im selben Jahr trat er im Kanton La Roche-sur-Foron an, unterlag aber. Im Vorfeld Präsidentschaftswahl im April 2022 arbeitete Armand im Wahlkampfkomitee des Amtsinhabers Macron. Bei der Parlamentswahl im Juni 2022 gewann er als Kandidat des Bündnisses Ensemble der Unterstützer der Macron-Regierung den 2. Wahlkreis im Département Haute-Savoie mit 23,8 Prozent der Stimmen im ersten Wahlgang und 59,9 Prozent in der Stichwahl gegen die Kandidaten des Linksbündnisses NUPES. Er ist seither Mitglied der französischen Delegation in der Deutsch-Französischen Parlamentarischen Versammlung und Mitglied der deutsch-französischen parlamentarischen Freundschaftsgruppe. Bei der vorgezogenen Wahl im Juli 2024 wurde er wiedergewählt.
Armand war Berichterstatter in einer parlamentarischen Untersuchungskommission zur Energiepolitik Frankreichs. Er schrieb und veröffentlichte dazu ein Buch, Le Mur énergétique français. Eine seiner Thesen ist, man dürfe Erneuerbare Energien und Kernkraft nicht länger gegeneinander ausspielen; beide würden gebraucht.
Am 21. September 2024 wurde er zum Minister für Wirtschaft, Finanzen und Industrie im Kabinett Barnier berufen. Mit damals 33 Jahren war er der jüngste Wirtschaftsminister in der französischen Geschichte und brach damit den Rekord von Emmanuel Macron, der dieses Amt mit 36 Jahren übernommen hatte. Nach nur drei Monaten im Amt scheiterte die Regierung in einem Misstrauensvotum und Armand wurde am 23. Dezember 2024 von Éric Lombard abgelöst.

## Agenda
Die Prognose für das Haushaltsdefizit 2024 musste mehrmals nach oben korrigiert werden. Wegen Steuermindereinnahmen und eines unerwarteten Ausgabenplus prognostizierte das Finanzministerium im September 2024 ein Defizit von 5,6 Prozent. Die EU-Konvergenzkriterien erlauben maximal 3 Prozent. Die EU-Kommission hat im Juni 2024 ein Defizitverfahren gegen Frankreich eingeleitet. Auch die Finanzmärkte und Ratingagenturen blicken kritisch auf die Situation. Barnier nannte die Haushaltslage „sehr ernst“, ließ aber offen, wie seine Regierung darauf reagieren will.
Notenbankgouverneur François Villeroy de Galhau forderte, das „Tabu über Steuererhöhungen“ müsse fallen. Die Verhandlungen über den Staatshaushalt 2025 beginnen im Parlament Anfang Oktober 2024 und gelten als erster Lackmustest für die neue Regierung.

## Schriften
- Le Mur énergétique français, Éditions Stock, collection Les Essais, 2024, ISBN 978-2-234-09641-7 (360 S.)